# Diplacus
Diplacus är ett släkte av gyckelblomsväxter. Diplacus ingår i familjen gyckelblomsväxter.

## Dottertaxa tillDiplacus, i alfabetisk ordning[1]
- Diplacus angustatus
- Diplacus aridus
- Diplacus aurantiacus
- Diplacus australis
- Diplacus bigelovii
- Diplacus bolanderi
- Diplacus brandegeei
- Diplacus brevipes
- Diplacus calycinus
- Diplacus cascadensis
- Diplacus clevelandii
- Diplacus clivicola
- Diplacus compactus
- Diplacus congdonii
- Diplacus constrictus
- Diplacus cusickii
- Diplacus cusickioides
- Diplacus deschutesensis
- Diplacus douglasii
- Diplacus fremontii
- Diplacus grandiflorus
- Diplacus jepsonii
- Diplacus johnstonii
- Diplacus kelloggii
- Diplacus layneae
- Diplacus leptaleus
- Diplacus linearis
- Diplacus lompocensis
- Diplacus longiflorus
- Diplacus mephiticus
- Diplacus mohavensis
- Diplacus nanus
- Diplacus ovatus
- Diplacus parryi
- Diplacus parviflorus
- Diplacus pictus
- Diplacus pulchellus
- Diplacus puniceus
- Diplacus pygmaeus
- Diplacus rattanii
- Diplacus rupicola
- Diplacus rutilus
- Diplacus stellatus
- Diplacus thompsonii
- Diplacus torreyi
- Diplacus traskiae
- Diplacus tricolor
- Diplacus vandenbergensis
- Diplacus whitneyi
- Diplacus viscidus